# Christina Crawford
Christina Crawford, född 11 juni 1939 i Los Angeles, är en amerikansk författare och tidigare skådespelerska. Hon är känd för sin självbiografi, Mommie Dearest som utgavs 1978 och handlar om hennes traumatiska uppväxt som adoptivdotter till filmstjärnan Joan Crawford. 

## Biografi
Crawfords föräldrar var ogifta och hon lämnades bort och adopterades sedan av Joan Crawford, som i Mommie Dearest beskrivs som narcissistisk, alkoholiserad och med okontrollerade humörsvängningar.
Crawford satsade en tid på en skådespelarkarriär och hade roller både på teatern, på film och på TV. Bland annat syntes hon i såpoperan The Secret Storm 1968-1969. I oktober 1968 blev hon sjukskriven och Joan Crawford tog då, utan att tillfråga dottern, över denna roll (trots att rollkaraktären var 24 år och Joan Crawford över 60).
Efter moderns död 1977 upptäckte Crawford att modern valt att inte låta Christina och hennes bror Christopher ärva något. 
Mommie Dearest publicerades 1978 och blev en bästsäljare. 1981 gjordes en filmatisering med Faye Dunaway som Joan Crawford. Christina Crawford spelas av Mara Hobel (som barn) och Diana Scarwid (som vuxen). Filmen fick mestadels negativ kritik men har med tiden blivit något av en kultklassiker tack vare flera oavsiktligt komiska sekvenser.
1981 drabbades Crawford av en stroke som det tog fem år innan hon blev återställd från. Hon bor sedan länge i Idaho.